# Константинопольская эра

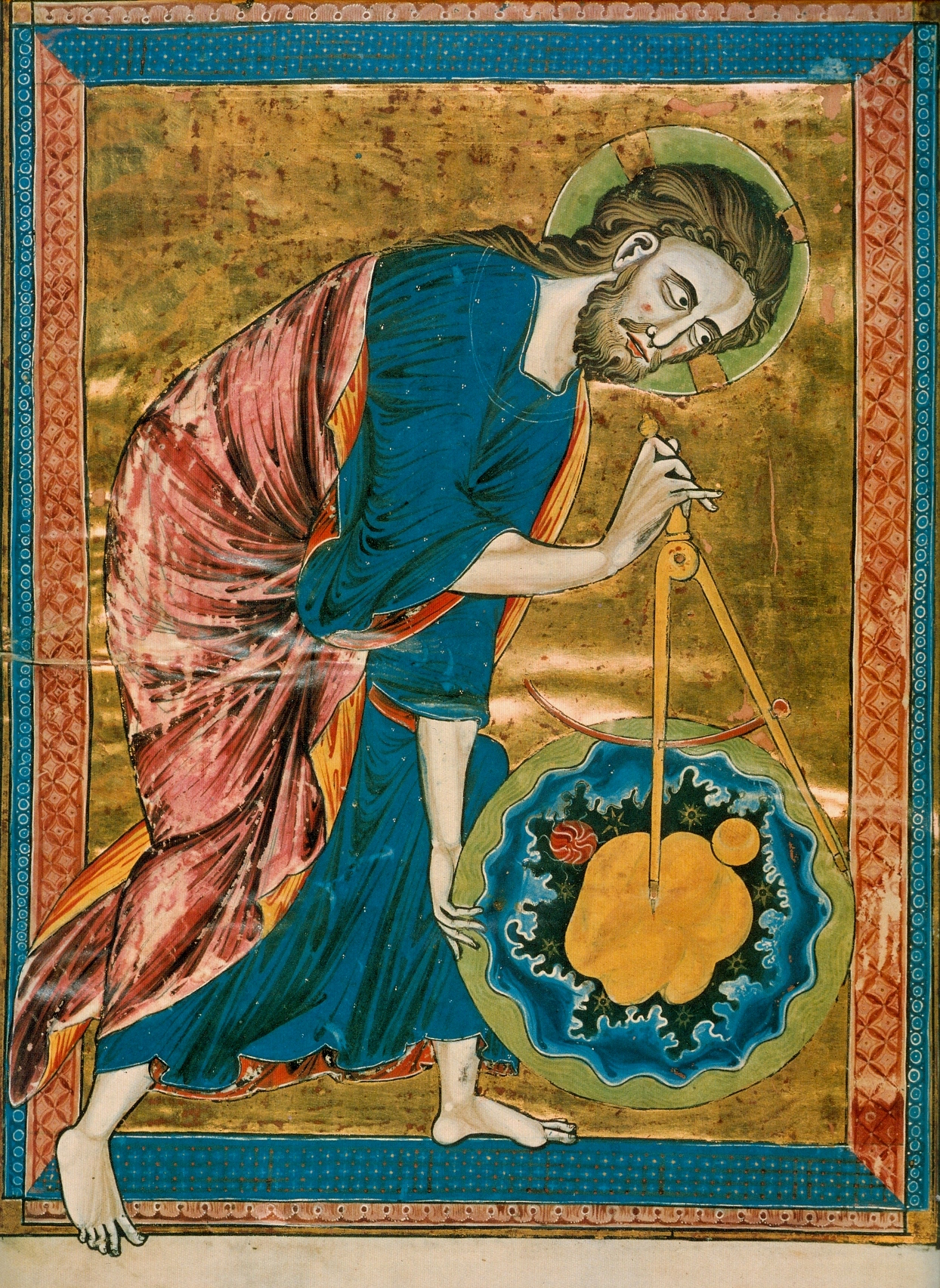
Сотворение мира. Миниатюра средневековой рукописи, XIII век

Константино́польская э́ра, или византи́йская э́ра, древнеру́сская э́ра, «от Адама» — система летоисчисления «от сотворения мира», которая восточнохристианскими богословами относилась к пятнице — шестому дню творения, вычисленному согласно Септуагинте как 1 марта 5508 года до н. э. (мартовский стиль), а впоследствии как суббота 1 сентября 5509 года до н. э. (сентябрьский стиль).
Начиная с VII века, постепенно стала текущей хронологической системой в Византии и во всём православном мире, например, в Сербии и Болгарии. Использовалась, в частности, в русских летописях (с некоторыми погрешностями в 1—2 года, связанными с датами первого дня нового года и другими проблемами), а также вообще на Руси до календарной реформы Петра I в 1700 году. В указе Петра предписывалось день после 31 декабря 7208 года от «сотворения мира» считать 1 января 1700 года от «рождества Христова».

## Византия

### Как вычислялась дата
За исходную точку летоисчисления была принята христианская эра от «сотворения мира», причём существовало около 200 различных вариантов, важнейшим из которых была старовизантийская эра, созданная в 353 году. В основу многих эр было положено соотношение между числом «дней творения мира» и продолжительностью его существования. Это соотношение было взято из Библии: «И сотворил Бог человека по образу Своему <…> И был вечер, и было утро: день шестой» (Быт. 1:27—31), «у Господа один день, как тысяча лет, и тысяча лет, как один день» (2Пет. 3:8). Основываясь на этих библейских утверждениях, христианские богословы пришли к выводу, что поскольку «Адам был создан в середине шестого дня творения», то «Христос пришёл на Землю в середине шестого тысячелетия», то есть около 5500 года от «сотворения мира».
Существует мнение, что Шестой Вселенский Собор установил дату летоисчисления: от библейского «сотворения мира» с началом в субботу, 1 сентября 5509 г. до н. э. Однако, среди 102-х правил этого Собора нет особого правила, касающегося начала летоисчисления. В контексте 3-го правила есть упоминание года: «согласно определяем, чтобы связавшиеся вторым браком, и даже до пятьнадцатаго дня протекшаго месяца января, минувшаго четвертаго индикта, шесть тысяч сто девяносто девятого года, остававшиеся в порабощении греху, и не восхотевшие изтрезвиться от него, подлежали каноническому извержению из своего чина».
При императоре Диоклетиане в Римской империи каждые 15 лет проводилась переоценка имущества с целью установления величины налогов. Порядковые номера годов в каждом 15-летнем промежутке назывались индикты. В 312 году при императоре Константине это счисление было введено официально, причём счёт начинался с 23 сентября. В 462 году из практических соображений начало года и отсчёта индиктов было перенесено на 1 сентября. Создатели византийской эры решили, что в первый год от Сотворения мира должны начинаться сразу все три цикла: 19-летний лунный, 28-летний солнечный и 15-летний индиктовый циклы.
Использовались две даты начала года, периодически параллельно — 1 марта и 1 сентября.

## Римская церковь
Западная церковь так и не приняла полностью систему отсчёта от «сотворения мира» (Anno Mundi) и поначалу не создавала хронологий, основанных на Вульгате, которые отличались бы от восточных расчетов по Септуагинте. Поскольку Вульгата была завершена всего за несколько лет до разграбления Рима готами, из-за политических потрясений, последовавших на Западе, было мало времени для подобных разработок. Каковы бы ни были причины, Запад в конечном счете стал полагаться на независимо разработанную систему отсчёта эпох от Рождества Христова. Датировка от «сотворения мира» продолжала представлять интерес по литургическим причинам; поскольку это имело прямое отношение к вычислению даты Рождества и Страстей Христовых.
Но в конце IX века взгляды Римской церкви по этому вопросу стали меняться. Например, архиепископ Виеннский Адон (около 874 года) в своём труде «Хроника» отдал предпочтение хронологии латинского перевода Библии. Со времени же Тридентского собора (1545—1563 годы), на котором этот перевод Библии был объявлен каноническим, господствующей в Западной Европе стала короткая хронологическая шкала.

## Россия

### Погрешности в летописях
Исследователи отмечают, что во многих летописях, в частности, в «Повести временны́х лет», используется сразу несколько вариантов датировок, не обязательно константинопольская эра. Также там встречаются:
- Александрийская эра — вторник, 29 августа 5493 до н. э.[прим 1]
- Антиохийская эра — среда, 1 сентября 5500 до н. э.[прим 2]
- Старовизантийская эра — пятница, 1 сентября 5504 до н. э.[прим 3]
- Девятеричная эра — суббота, 1 сентября 5509 год до н. э.[источник не указан 2038 дней]
- Десятеричная эра — 5510 до н. э.[источник не указан 2038 дней]
- Одиннадцатеричная эра — 5511 год до н. э.[источник не указан 2038 дней]

Также скольжение дат может происходить в связи с разностью начала года — в сентябре или марте. Учёные отмечают: «из-за перевода дат византийского сентябрьского года на славянский мартовский возможны ошибки на один год» (мартовский и ультрамартовский стили).

### Хронологические рамки
Принято полагать, что на Руси и в России эта система использовалась начиная с конца X века. Окончательный выбор в пользу сентябрьской эры был сделан в 1492 году.
Последним днём по этому летосчислению было 31 декабря 7208 года; по указу Петра I следующий день уже официально считался по новому летосчислению от рождества Христова — 1 января 1700 года.

## Комментарии
1. ↑  Лаврентьевская летопись: …тѣмже ѿселе почнемъ: и числа положимъ: ꙗко ѿ адама до потопа лѣт ҂вс҃мв: а ѿ потопа до ѡврама лѣт ҂а҃ и п҃в, а ѿ аврама до исхоженьꙗ моисѣєва лѣт у҃л: а ѿ исхоженіа моисѣова до давида лѣт х҃ и а҃: а ѿ давида и ѿ начала царства соломонѧ до плѣненьꙗ ꙗрусалимлѧ лѣт ум҃и: а ѿ плѣненьꙗ до ѡлексанъдра лѣт ти҃і: а ѿ ѡлексанъдра до рожества христова лѣт ул҃г…Однако произошла ошибка, и число 640 сократилось до 601, а если суммировать данные числа с заменой 601 на 640, получится 5493 год.
2. ↑  Эта эра отражается и в летописях таким образом. В статье 986 года по Лаврентьевскому и Ипатьевскому спискам: «В год 5500 послан был Гавриил в Назарет к Деве Марии…». Существует и датировка этой эры как 5969 год до н. э., но в летописях такая не использовалась.
3. ↑  Согласно ей, от Адама до Потопа 2262 года, от Потопа до Авраама 1082 года, от Авраама до Выхода 430, от Исхода до Соломона 631 (а не 601) год, потом 448 лет до пленения Иерусалима, 318 лет до Александра Македонского, а от него 333 года до Христа. В сумме эти числа дают 5504 год. Эта эра использовалась в ПВЛ, в датировках событий до 870 года, и 2 или 3 раза после него.